# Deixa Rolar (EP de Gabily)
Deixa Rolar é o extended play (EP) de estreia da artista musical brasileira Gabily, lançado em 4 de novembro de 2016 pela Universal Music Brasil. Produzido por Umberto Tavares e Mãozinha, o projeto é de gênero funk melody e conta com 4 faixas.
Com a participação de Mika – também conhecido como Micael Borges – e Mc Maneirinho, O EP lançou três singles ("Vale Tudo", a faixa homônima e "Agora Eu Tô Solteira") e gerou à cantora uma indicação ao Melhores do Ano da Rádio FM O Dia na categoria "Melhor Clipe".

## Antecedentes e lançamento
Gabily nasceu no Parque Araruama, no Rio de Janeiro, Brasil, em 30 de outubro de 1995. Ela é filha de missionária evangélica e, por isso, cantava na igreja e lançou um álbum gospel na infância. Para o Mundo Pop, Gabily revelou que o fato de ser filha de pais evangélicos não trouxe complicações a ela: "Meus pais me apoiaram demais, assim como os meus amigos. Para eles, continuo sendo a Gabriela, o meu trabalho não tem a ver com a minha religiosidade, que continua a mesma, indo à igreja e tudo o mais".
Dos 16 aos 21 anos, Gabily trabalhou em um banco, e, nesse período, cursou três semestres do curso universitário de Gestão Financeira na Unigranrio. Em seu aniversário de 18 anos, Gabily foi convidada a subir no palco de um show do grupo de pagode Tá Na Mente para cantar. Para o jornal carioca O Dia, ela contou como tudo ocorreu: "E eles chamam os aniversariantes para cantar no palco. Cantei ‘O que Passou, Passou’ com eles e me passou um filme na cabeça. Pensei: é o que eu quero da vida". Sua participação no concerto foi gravada e publicada no Youtube. O vídeo viralizou e ela começou a ser contratada para shows. Com isso, ela saiu da faculdade – e do emprego.
A sua participação no concerto foi gravada e publicaram no YouTube. O vídeo viralizou e ela começou a ser contratada para shows. Com isso, ela saiu da faculdade — e do emprego. O produtor Umberto Tavares, conhecido por ter trabalhado com Kelly Key, Ludmilla e Anitta, viu um vídeo de Gabily na Internet e a chamou para gravar com ele. Em entrevista para o portal POPline, ela conta que "ele queria uma menina que cumprisse a função que a Anitta tinha deixado vaga no funk, quando migrou pro pop. Mas, depois, ele viu que ela não era para o funk, que ela cantava mesmo, tinha voz aguda".
Para o primeiro semestre de 2015, a cantora liberou a canção "Não Vou Desistir" no SoundCloud, que se tornou viral. Em 28 de agosto de 2015, Gabily participou do single "Avisa Ao Baile", do DJ Tubarão, que faz parte da trilha sonora do filme Um Suburbano Sortudo. Em 1 de julho de 2016, Gabily assinou com a Universal Music Brasil, mesma gravadora de artistas como Ivete Sangalo e Joelma Mendes. O EP Deixa Rolar estava previsto para ser lançado em junho de 2016, mas foi adiado por motivos desconhecidos. Deixa Rolar foi lançado para download digital e streaming como o EP de estreia da cantora em 4 de novembro de 2016. 

## Singles
- "Vale Tudo" foi lançada primeiramente em 29 de julho de 2016 como o carro-chefe do projeto.

- "Deixa Rolar" foi lançada em 4 de outubro de 2016 como o segundo single e contém a participação do cantor Mika.[7][8][9][10]

- "Agora Eu Tô Solteira", que conta com a participação de Mc Maneirinho, foi lançada em 19 de maio de 2017 como o terceiro e último single.[11][12][13]

### Singles promocionais
- "Não Enrola" foi lançada oficialmente em 21 de abril de 2015 como single promocional do álbum.

## Divulgação
Entre o período de 27 de setembro à 14 de dezembro, com o intuito de promocionar os singles lançados e o EP, Gabily frequentou numerosas rádios nacionais, e concedeu entrevistas à veículos midiáticos e programas televisivos. Em 30 de dezembro de 2016, foi ao Cidade Alerta, da RecordTV, e cantou "Deixa Rolar". Em 6 de abril de 2017, Gabily foi ao Revista da Cidade, da TV Gazeta, e cantou a faixa juntamente com "Você Gosta Assim", single com participação de Ludmilla. Em 8 de maio de 2017, a cantora apresentou "Você Gosta Assim" e "Deixa Rolar" no programa Máquina da Fama, apresentado por Patrícia Abravanel. Em 29 de agosto, "Deixa Rolar" foi cantada por Anitta e Mika no Música Boa Ao Vivo, programa musical da Multishow.

## Turnê
Para divulgar o álbum, Gabily embarcou na Turnê Deixa Rolar, que teve início em 1 de outubro de 2016 e se estendeu até 10 de junho de 2017.

### Datas
| Data                    | Cidade                | Estado           | País                 | Local                                          |
| América do Sul          | América do Sul        | América do Sul   | América do Sul       | América do Sul                                 |
| ----------------------- | --------------------- | ---------------- | -------------------- | ---------------------------------------------- |
| 1 de outubro de 2016    | Cachoeiras de Macacu  | Rio de Janeiro   | Brasil               | Boate Taj Mahal                                |
| 7 de outubro de 2016    | Duque de Caxias       | Rio de Janeiro   | Brasil               | Haras Ferrari                                  |
| 12 de outubro de 2016   | Rio de Janeiro        | Rio de Janeiro   | Brasil               | Tradição Show                                  |
| 12 de outubro de 2016   | Rio de Janeiro        | Rio de Janeiro   | Brasil               | G.R.E.S. Mocidade Independente de Padre Miguel |
| 14 de outubro de 2016   | São Paulo             | São Paulo        | Brasil               | Audio Club                                     |
| 22 de outubro de 2016   | Rio de Janeiro        | Rio de Janeiro   | Brasil               | Quadra da Formiga                              |
| 22 de outubro de 2016   | Rio de Janeiro        | Rio de Janeiro   | Brasil               | G.R.E.S. Acadêmicos da Rocinha                 |
| 1 de novembro de 2016   | Rio de Janeiro        | Rio de Janeiro   | Brasil               | G.R.E.S. Tradição                              |
| 11 de novembro de 2016  | São Gonçalo           | Rio de Janeiro   | Brasil               | Dream House                                    |
| 12 de novembro de 2016  | Angra dos Reis        | Rio de Janeiro   | Brasil               | Vibe Club                                      |
| 18 de novembro de 2016  | Rio de Janeiro        | Rio de Janeiro   | Brasil               | Paiol 08                                       |
| 20 de novembro de 2016  | Niterói               | Rio de Janeiro   | Brasil               | Clube Português                                |
| 11 de dezembro de 2016  | Volta Redonda         | Rio de Janeiro   | Brasil               | Ilha São João                                  |
| 18 de dezembro de 2016  | Araruama              | Rio de Janeiro   | Brasil               | Espaço Campestre                               |
| 23 de dezembro de 2016  | Araruama              | Rio de Janeiro   | Brasil               | Invicta Show                                   |
| 30 de dezembro de 2016  | Niterói               | Rio de Janeiro   | Brasil               | Club Praia Niterói                             |
| 7 de janeiro de 2017    | Rio de Janeiro        | Rio de Janeiro   | Brasil               | Boate 021                                      |
| 13 de janeiro de 2017   | Campos dos Goytacazes | Rio de Janeiro   | Brasil               | Clube Náutico                                  |
| 27 de janeiro de 2017   | Rio de Janeiro        | Rio de Janeiro   | Brasil               | All In                                         |
| 4 de fevereiro de 2017  | São Gonçalo           | Rio de Janeiro   | Brasil               | G.R.E.S. Porto da Pedra                        |
| 5 de fevereiro de 2017  | Niterói               | Rio de Janeiro   | Brasil               | Avenida Litorânea                              |
| 10 de fevereiro de 2017 | Cabo Frio             | Rio de Janeiro   | Brasil               | Camarote da Bola                               |
| 17 de fevereiro de 2017 | Angra dos Reis        | Rio de Janeiro   | Brasil               | Iate Clube Aquidabã                            |
| 18 de fevereiro de 2017 | Macaé                 | Rio de Janeiro   | Brasil               | Opera Club                                     |
| 19 de fevereiro de 2017 | Rio de Janeiro        | Rio de Janeiro   | Brasil               | Vidigal                                        |
| 24 de fevereiro de 2017 | Rio de Janeiro        | Rio de Janeiro   | Brasil               | Hotel Prodigy                                  |
| 24 de fevereiro de 2017 | Rio de Janeiro        | Rio de Janeiro   | Brasil               | Terreirão do Samba                             |
| 25 de fevereiro de 2017 | Rio de Janeiro        | Rio de Janeiro   | Brasil               | Posto 6 da Praia de Copacabana                 |
| 11 de março de 2017     | Rio de Janeiro        | Rio de Janeiro   | Brasil               | Sítio Imperial                                 |
| 12 de março de 2017     | Rio de Janeiro        | Rio de Janeiro   | Brasil               | Copacabana Palace                              |
| 14 de março de 2017     | Duque de Caxias       | Rio de Janeiro   | Brasil               | Rei do Bacalhau                                |
| 18 de março de 2017     | Angra dos Reis        | Rio de Janeiro   | Brasil               | Boate Hipnos                                   |
| 25 de março de 2017     | Rio de Janeiro        | Rio de Janeiro   | Brasil               | Pipper Club                                    |
| 13 de abril de 2017     | Nilópolis             | Rio de Janeiro   | Brasil               | G.R.E.S. Beija-Flor de Nilópolis               |
| 20 de abril de 2017     | Maricá                | Rio de Janeiro   | Brasil               | Maria do Céu                                   |
| 21 de abril de 2017     | Rio das Ostras        | Rio das Ostras   | Rio das Ostras       | Rio das Ostras                                 |
| 29 de abril de 2017     | Queimados             | Queimados        | Queimados            | Queimados                                      |
| 1 de maio de 2017       | Búzios                | Rio de Janeiro   |                      | Bairro São José                                |
| 6 de maio de 2017       | Duque de Caxias       | Rio de Janeiro   | Calçada da Fama      |                                                |
| 13 de maio de 2017      | Rio de Janeiro        | Rio de Janeiro   | Papa G               |                                                |
| 14 de maio de 2017      | Rio de Janeiro        | Rio de Janeiro   | Vitrinni             |                                                |
| 20 de maio de 2017      | Brasília              | Distrito Federal | Orla do Lago Paranoá |                                                |
| 26 de maio de 2017      | Itaperuna             | Rio de Janeiro   | Infinity Hall        |                                                |
| 3 de junho de 2017      | Rio de Janeiro        | Rio de Janeiro   | Quadra do Gigantão   |                                                |
| 9 de junho de 2017      | Búzios                | Rio de Janeiro   | Villa Rica           |                                                |
| 10 de junho de 2017     | Valença               | Rio de Janeiro   | Oz Club              |                                                |

## Lista de faixas
Todas as faixas foram produzidas por Umberto Tavares e Mãozinha.
| N.º            | Título                                                     | Compositor(es)                          | Duração |  |
| 1.             | "Deixa Rolar" (com participação de Mika)                   | Jefferson Junior Micael Umberto Tavares | 3:03    |  |
| 2.             | "Vale Tudo"                                                | Aurélio da Silva Junior Tavares         | 2:52    |  |
| 3.             | "Não Enrola"                                               | Gabriela Batista                        | 2:26    |  |
| 4.             | "Agora Eu Tô Solteira" (com participação de MC Maneirinho) | André Vieira Wallace Vianna             | 2:38    |  |
| Duração total: | Duração total:                                             | Duração total:                          | 10:59   |  |

| País  | Data                  | Formato(s)                 | Gravadora              | Ref.   |
| ----- | --------------------- | -------------------------- | ---------------------- | ------ |
| Mundo | 4 de novembro de 2016 | Download digital streaming | Universal Music Brasil | [ 15 ] |